# Campionati del mondo di atletica leggera 2015 - Staffetta 4×400 metri maschile
La gara della staffetta 4×400 metri maschile si è svolta il 30 agosto 2015.

## Podio
| Pos.    | Nazione                                                                    | Tempo   |
| ------- | -------------------------------------------------------------------------- | ------- |
| Oro     | Stati Uniti David Verburg, Tony McQuay, Bryshon Nellum, LaShawn Merritt    | 2'57"82 |
| Argento | Trinidad e Tobago Renny Quow, Lalonde Gordon, Deon Lendore, Machel Cedenio | 2'58"20 |
| Bronzo  | Regno Unito Rabah Yousif, Delano Williams, Jarryd Dunn, Martyn Rooney      | 2'58"51 |

## Situazione pre-gara

### Record
Prima di questa competizione, il record del mondo (WR) e il record dei campionati (CR) erano i seguenti.
| Record                | Prestazione | Atleta                                                                   | Data                               | Competizione              |
| --------------------- | ----------- | ------------------------------------------------------------------------ | ---------------------------------- | ------------------------- |
| Record mondiale       | 2'54"29     | Stati Uniti Andrew Valmon, Quincy Watts, Harry Reynolds, Michael Johnson | 22 agosto 1993 Stoccarda, Germania | Campionati del mondo 1993 |
| Record dei campionati | 2'54"29     | Stati Uniti Andrew Valmon, Quincy Watts, Harry Reynolds, Michael Johnson | 22 agosto 1993 Stoccarda, Germania | Campionati del mondo 1993 |

### Campioni in carica
I campioni in carica, a livello mondiale e olimpico, erano:
| Campione | Atleta                                                                                         | Prestazione | Data                               | Competizione               |
| -------- | ---------------------------------------------------------------------------------------------- | ----------- | ---------------------------------- | -------------------------- |
| Olimpico | Bahamas Chris Brown, Demetrius Pinder, Michael Mathieu, Romon Miller                           | 2'56"72     | 10 agosto 2012 Londra, Regno Unito | Giochi della XXX Olimpiade |
| Mondiale | Stati Uniti David Verburg, Tony McQuay Arman Hall, Lashawn Merritt, James Harris, Joshua Mance | 2'58"71     | 16 agosto 2013 Mosca, Russia       | Campionati del mondo 2013  |

### La stagione
Prima di questa gara, gli atleti con le migliori tre prestazioni dell'anno erano:
| Pos. | Atleta      | Prestazione | Data                          |
| ---- | ----------- | ----------- | ----------------------------- |
| 1    | Stati Uniti | 2'58"43     | 3 maggio 2015 Nassau, Bahamas |
| 2    | Bahamas     | 2'58"91     | 3 maggio 2015 Nassau, Bahamas |
| 3    | Belgio      | 2'59"33     | 3 maggio 2015 Nassau, Bahamas |

## Risultati

### Batterie
Qualificazione: i primi tre di ogni serie (Q) e i due tempi migliori tra gli esclusi (q) si qualificano alle finali.
| Pos. | Batteria | Nazione           | Atleti                                                                   | Tempo   | Note                                     |
| ---- | -------- | ----------------- | ------------------------------------------------------------------------ | ------- | ---------------------------------------- |
| 1    | 2        | Stati Uniti       | David Verburg, Tony McQuay, Bryshon Nellum, LaShawn Merritt              | 2:58.13 | Q,                                       |
| 2    | 2        | Trinidad e Tobago | Renny Quow, Lalonde Gordon, Deon Lendore, Machel Cedenio                 | 2:58.67 | Q,                                       |
| 3    | 2        | Giamaica          | Peter Matthews, Ricardo Chambers, Dane Hyatt, Javon Francis              | 2:58.69 | Q,                                       |
| 4    | 1        | Regno Unito       | Rabah Yousif, Delano Williams, Jarryd Dunn, Martyn Rooney                | 2:59.05 | Q,                                       |
| 5    | 1        | Belgio            | Dylan Borlée, Jonathan Borlée, Antoine Gillet, Kévin Borlée              | 2:59.28 | Q,                                       |
| 6    | 1        | Francia           | Mame-Ibra Anne, Teddy Atine-Venel, Mamoudou Eliman Hanne, Thomas Jordier | 2:59.42 | Q,                                       |
| 7    | 1        | Russia            | Artem Denmukhametov, Pavel Trenikhin, Denis Kudryavtsev, Pavel Ivashko   | 2:59.45 | q,                                       |
| 8    | 2        | Cuba              | William Collazo, Raidel Acea, Adrián Chacón, Yoandys Lescay              | 2:59.80 | q,                                       |
| 9    | 2        | Botswana          | Onkabetse Nkobolo, Nijel Amos, Leaname Maotoanong, Isaac Makwala         | 2:59.95 | Record nazionale                         |
| 10   | 2        | Rep. Dominicana   | Gustavo Cuesta, Yon Soriano, Juander Santos, Luguelín Santos             | 3:00.15 | Record nazionale                         |
| 11   | 1        | Polonia           | Łukasz Krawczuk, Michal Pietrzak, Rafał Omelko, Jakub Krzewina           | 3:00.72 | Miglior prestazione personale stagionale |
| 12   | 2        | Brasile           | Pedro Luiz de Oliveira, Wagner Cardoso, Hederson Estefani, Hugo de Sousa | 3:01.05 |                                          |
| 13   | 2        | Irlanda           | Brian Gregan, Brian Murphy, Thomas Barr, Mark English                    | 3:01.26 | Record nazionale                         |
| 14   | 1        | Venezuela         | Albert Bravo, José Meléndez, Arturo Ramírez, Freddy Mezones              | 3:02.96 | Miglior prestazione personale stagionale |
| 15   | 1        | Giappone          | Tomoya Tamura, Yuzo Kanemaru, Naoki Kobayash, Takamasa Kitagawa          | 3:02.97 | Miglior prestazione personale stagionale |
|      | 1        | Bahamas           | Steven Gardiner, Michael Mathieu, Alonzo Russell, Ramon Miller           | dq      |                                          |

### Finale
| Pos. | Nazione           | Atleti                                                                   | Tempo   | Note                                     |
| ---- | ----------------- | ------------------------------------------------------------------------ | ------- | ---------------------------------------- |
|      | Stati Uniti       | David Verburg, Tony McQuay, Bryshon Nellum, LaShawn Merritt              | 2:57.82 | Miglior prestazione mondiale stagionale  |
|      | Trinidad e Tobago | Renny Quow, Lalonde Gordon, Deon Lendore, Machel Cedenio                 | 2:58.20 | Record nazionale                         |
|      | Regno Unito       | Rabah Yousif, Delano Williams, Jarryd Dunn, Martyn Rooney                | 2:58.51 | Miglior prestazione personale stagionale |
| 4    | Giamaica          | Peter Matthews, Ricardo Chambers, Rusheen McDonald, Javon Francis        | 2:58.51 | Miglior prestazione personale stagionale |
| 5    | Belgio            | Jonathan Borlée, Robin Vanderbemden, Antoine Gillet, Kévin Borlée        | 3:00.24 |                                          |
| 6    | Francia           | Mame-Ibra Anne, Teddy Atine-Venel, Mamoudou Eliman Hanne, Thomas Jordier | 3:00.65 |                                          |
| 7    | Cuba              | William Collazo, Raidel Acea, Adrián Chacón, Yoandys Lescay              | 3:03.05 |                                          |
| 8    | Russia            | Artem Denmukhametov, Pavel Trenikhin, Denis Alekseev, Pavel Ivashko      | 3:03.05 |                                          |